# Naschitti
Naschitti (navaho Nahashchʼidí) és una concentració de població designada pel cens dels Estats Units a l'estat de Nou Mèxic. Segons el cens del 2000 tenia 360 habitants.

## Demografia
Segons el cens del 2000, Naschitti tenia 360 habitants, 92 habitatges, i 77 famílies. La densitat de població era de 55,2 habitants per km².
Dels 92 habitatges en un 51,1% hi vivien nens de menys de 18 anys, en un 51,1% hi vivien parelles casades, en un 26,1% dones solteres, i en un 16,3% no eren unitats familiars. En el 13% dels habitatges hi vivien persones soles l'1,1% de les quals corresponia a persones de 65 anys o més que vivien soles. El nombre mitjà de persones vivint en cada habitatge era de 3,91 i el nombre mitjà de persones que vivien en cada família era de 4,36.
Per edats la població es repartia de la següent manera: un 36,4% tenia menys de 18 anys, un 9,2% entre 18 i 24, un 28,6% entre 25 i 44, un 19,4% de 45 a 60 i un 6,4% 65 anys o més.
L'edat mediana era de 28 anys. Per cada 100 dones de 18 o més anys hi havia 81,7 homes.
La renda mediana per habitatge era de 34.750 $ i la renda mediana per família de 42.361 $. Els homes tenien una renda mediana de 26.667 $ mentre que les dones 28.088 $. La renda per capita de la població era de 13.226 $. Cap de les famílies i el 5,9% de la població estaven per davall del llindar de pobresa.
El segons el cens dels Estats Units de 2010 el 96,94% dels habitants són nadius americans i el 2,50% blancs.

## Poblacions més properes
El següent diagrama mostra les poblacions més properes.